# Championnat d'Argentine de football 1953
Navigation
Saison précédente Saison suivante
La saison 1953 du Championnat d'Argentine de football est la 23e édition professionnelle de la première division argentine. Le championnat rassemble les 16 meilleures équipes du pays au sein d'une poule unique, où chaque club rencontre tous ses adversaires deux fois. En fin de saison, le dernier du classement est relégué et remplacé par le vainqueur de la Segunda División.
C'est le club de River Plate, champion d'Argentine en titre, qui termine en tête du championnat et remporte le 11e titre de champion d'Argentine de son histoire.

## Les 16 clubs participants
| \| Buenos Aires La Plata Rosario \| Villes représentées lors de la saison 1953 |
| Buenos Aires La Plata Rosario                                                  |

- Boca Juniors
- San Lorenzo de Almagro
- Estudiantes (La Plata)
- River Plate
- Racing Club
- Independiente
- Rosario Central
- Lanús
- Huracán
- Ferro Carril Oeste
- Vélez Sársfield
- Platense
- Banfield
- Chacarita Juniors
- Newell's Old Boys (Rosario)
- Gimnasia y Esgrima (La Plata) - Promu de Segunda Division

## Compétition

### Classement
Le classement est établi en utilisant le barème suivant :
- Victoire : 2 points
- Match nul : 1 point
- Défaite, forfait ou abandon : 0 point

| Rang | Équipe                          | Pts | J  | G  | N  | P  | Bp | Bc | Diff |
| ---- | ------------------------------- | --- | -- | -- | -- | -- | -- | -- | ---- |
| 1    | River Plate T                   | 43  | 30 | 18 | 7  | 5  | 60 | 36 | +24  |
| 2    | Vélez Sársfield                 | 39  | 30 | 13 | 13 | 4  | 53 | 35 | +18  |
| 3    | Racing Club                     | 39  | 30 | 16 | 7  | 7  | 53 | 40 | +13  |
| 4    | Independiente                   | 35  | 30 | 14 | 7  | 9  | 52 | 47 | +5   |
| 5    | San Lorenzo de Almagro          | 34  | 30 | 15 | 4  | 11 | 55 | 36 | +19  |
| 6    | Gimnasia y Esgrima (La Plata) P | 32  | 30 | 13 | 6  | 11 | 55 | 43 | +12  |
| 7    | Boca Juniors                    | 28  | 30 | 11 | 6  | 13 | 41 | 37 | +4   |
| 8    | Chacarita Juniors               | 28  | 30 | 9  | 10 | 11 | 35 | 38 | -3   |
| 9    | Rosario Central                 | 28  | 30 | 10 | 8  | 12 | 43 | 51 | -8   |
| 10   | Lanús                           | 27  | 30 | 11 | 5  | 14 | 44 | 45 | -1   |
| 11   | Platense                        | 27  | 30 | 8  | 11 | 11 | 48 | 61 | -13  |
| 12   | Huracán                         | 26  | 30 | 9  | 8  | 13 | 43 | 52 | -9   |
| 13   | Banfield                        | 25  | 30 | 8  | 9  | 13 | 40 | 48 | -8   |
| 14   | Ferro Carril Oeste              | 25  | 30 | 9  | 7  | 14 | 40 | 56 | -16  |
| 15   | Newell's Old Boys (Rosario)     | 22  | 30 | 8  | 6  | 16 | 34 | 50 | -16  |
| 16   | Estudiantes (La Plata)          | 22  | 30 | 9  | 4  | 17 | 35 | 56 | -21  |

|  | Champion d'Argentine 1953                         |
|  | Relégation en Segunda División                    |
|  | T : Tenant du titre P : Promu de Segunda División |

## Bilan de la saison
| Tableau d'Honneur                   |             |
| Compétition                         | Vainqueur   |
| Championnat d'Argentine de football | River Plate |

| Promotions et relégations   |                        |
| Promu en Primera Division   | Tigre                  |
| Relégué en Segunda Division | Estudiantes (La Plata) |